# 白い炎の女 (小説)
『白い炎の女』（しろいほのおのおんな）は、1972年に発表された梶山季之の風俗小説。また当作を表題にした短編集。

## 内容
全身を羽根や筆、刷毛でくすぐられて悦ぶ美女。梶山は「脚色してあるが、ある女優を取材して書いたもの」と答えている。

## 登場人物
- 私 - 語り手。元小学校教員。二十九歳。小男でどもりの癖がある。主人公に家僕として仕える。
- 草壁三樹子（くさかべ　みきこ） - 主人公。一井男爵家の令嬢。世田谷区成城の豪邸に住む。現在は映画の大女優。
- 一井孝造（もとい[3]　こうぞう） - 主人公の父。故人。男爵家当主で日本屈指の資産家だった。
- 大奥様 - 主人公の祖母。孫である主人公を溺愛している。
- 志村久満男（しむら　くみお） - 映画プロデューサー。主人公を映画界に誘う。

## 書誌情報
- 『白い炎の女』（桃源社、1972年）
- 『梶山季之傑作集成 4 　白い炎の女』（集英社、1972年）

## 関連事項
- くすぐりフェティシズム